# Cigaritis funebris
Cigaritis funebris är en fjärilsart som beskrevs av Charles Oberthür 1915. Cigaritis funebris ingår i släktet Cigaritis och familjen juvelvingar. Inga underarter finns listade i Catalogue of Life.